# سوزان اندروز
سوزان اندروز (بالإنجليزية: Susan Andrews) هي منافسة ألعاب القوى أسترالية، ولدت في 26 مايو 1971 في هوبارت في أستراليا.

## وصلات خارجية
- سوزان اندروز على موقع الاتحاد الدولي لألعاب القوى (الإنجليزية)
- سوزان اندروز على موقع النتائج التاريخية لألعاب القوى الأسترالية (الإنجليزية)
- سوزان اندروز على موقع أوليمبيديا (الإنجليزية)
- سوزان اندروز على موقع اللجنة الأولمبية الأسترالية (الإنجليزية)